# 中国驻莫桑比克大使馆
中华人民共和国驻莫桑比克共和国大使馆（葡萄牙語：Embaixada da República Popular da China na República de Moçambique），简称中国驻莫桑比克大使馆，是中华人民共和国驻莫桑比克的外交代表机构。

## 机构设置
中国驻莫桑比克大使馆设置下列机构：
- 政治处
- 经济商务处
- 武官处
- 办公室